# Mount Meek
Der Mount Meek ist ein 3256 m hoher Berg in der Teton Range im Westen des US-Bundesstaates Wyoming. Er bildet die Grenze zwischen dem Grand-Teton-Nationalpark und der Jeddediah Smith Wilderness im Caribou-Targhee National Forest. Der Mount Meek erhebt sich nördlich über den Death Canyon und liegt östlich des Mount Jedediah Smith.

## Belege
1. ↑  Peakbagger: Mount Meek. Abgerufen am 31. Januar 2021.
2. ↑  Geonames: Mount Meek. Abgerufen am 31. Januar 2021.